# 자궁경부 원추절제술
자궁경부 원추절제술은 자궁 경부의 점막에서 조직 샘플을 절제하는 것으로, 원추절제술은 생검의 일부로 진단 목적으로 사용하거나 전암성 세포를 제거하기 위한 치료 목적으로 사용할 수 있다.